# Spătaru (okręg Buzău)
Spătaru – wieś w Rumunii, w okręgu Buzău, w gminie Costești. W 2011 roku liczyła 1214 mieszkańców.